# Neurofunk
Genres dérivés
Neurohop
Le neurofunk est un sous-genre musical de la drum and bass ayant émergé vers 1997.

## Caractéristiques
Le style mêle des éléments de techstep à du jazz et du funk. Le terme est utilisé pour la première fois par le critique musical Simon Reynolds, qui lui a donné la définition suivante dans son ouvrage Energy Flash: A Journey Through Rave Music and Dance Culture. :

« ...le style de post-techstep que j'appelle « neurofunk » (une production clinique et obsessionnellement nuancée, des drones ambiants prémonitoires, des sons électroniques çà et là et des beats en deux temps, haletants et curieusement inhibés qui ne ressemblent même plus à des breakbeats). Le neurofunk est l'aboutissement sans amusement de la stratégie de « résistance culturelle » de la jungle : l'érotisation de l'anxiété. Plongez dans le phobique et vous faites de la crainte votre élément »

Comme d'autres sous-genres de drum and bass, le neurofunk se caractérise par une ligne de basse complexe, des timbres qui atteignent des registres très graves et un tempo oscillant entre 165 et 180 bpm. Il est par ailleurs décrit comme un sous-genre « underground » et « agressif ».
Shadow Boxing du projet Nasty Habits est considéré comme l'un des tout premiers titres de neurofunk. Le neurofunk a inspiré un autre sous-genre musical, le neurohop.